# DXC Technology
DXC Technology es una multinacional estadounidense de consultoría y servicios de tecnología de la información. La sede está ubicada en Ashburn, Virginia.

## Historia
DXC Technology fue fundada el 3 de abril de 2017 cuando la unidad de negocios Enterprise Services de Hewlett Packard Enterprise se fusionó con Computer Sciences Corporation. Comenzó a cotizar en la Bolsa de Valores de Nueva York bajo el símbolo DXC. En el momento de su creación, DXC Technology tenía ingresos de 25 mil millones de dólares.
En India, la compañía empezó un plan de tres años para conseguir una considerable reducción en el número de oficinas en el país de 50 a 26 y  reducir la plantilla en un 5,9% (alrededor de 10.000) empleados. Con cerca de 43 000 empleados (más de un tercio de su fuerza laboral) en India, la compañía está reestructurando su fuerza laboral para cumplir con su nuevo perfil de ingresos.
En 2017, DXC tuvo que separarse de su segmento del sector público de EE. UU. para crear una nueva empresa, Perspecta Inc.
Mike Salvino,  que era ex director ejecutivo del grupo Accenture, fue nombrado presidente y director ejecutivo de DXC Technology en 2019.
En febrero de 2021, la empresa francesa de consultoría y servicios de tecnología Atos ofreció 10.000 millones de dólares para adquirir la empresa.
El 11 de 2021, DXC tuvo alrededor de 134,000 empleados en más de 70 estados, incluyendo Estados Unidos, India, Filipinas, Europa Central and Vietnam.

### Adquisiciones
En julio de 2017, DXC compraron la gran empresa de software empresarial Tribridge y su empresa adjuntada la cual era Concerto Cloud Services por 152 millones de dólares.
En 2018, por segunda vez anunciaron adquisiciones adicionales, incluidas la de Molina Medicaid Solutions (que anteriormente formaba parte de Molina Healthcare ), Argodesign y dos socios de ServiceNow, BusinessNow y TESM.
En enero de 2019, DXC Technology tras mucho esfuerzo consiguió adquirir Luxoft. Según información de la base de datos de la SEC, DXC Technology en aquellos tiempos poseía el 83% de Luxoft. El acuerdo se cerró en junio de 2019.

## Programas y patrocinios

### Programa Dandelion
Probado en Adelaide, Australia Meridional, en 2014, el programa DXC Dandelion ha crecido a más de 100 empleados en Australia, trabajando con más de 240 organizaciones en 71 países para conseguir un empleo sostenible para personas con autismo. En junio de 2021, DXC puso a prueba el programa Dandelion en el Reino Unido.

### Deportes
La compañía patrocinó al equipo Penske con el campeón de la serie 2016 y futuro ganador de las 500 Millas de Indianápolis de 2019, Simon Pagenaud, y en 2018 se convirtió en el patrocinador principal de la carrera DXC Technology 600 de la serie IndyCar . DXC también es un actual socio del equipo Brumbies de la Unión Australiana de Rugby. En 2022, la empresa se convirtió en el nuevo patrocinador principal del club de fútbol inglés Manchester United . En mayo de 2023, la compañía firmó una asociación de varios años con la Scuderia Ferrari a partir del Gran Premio de Miami de 2023 en adelante.